# Persone di nome Camillo
| Questa pagina contiene informazioni ricavate automaticamente dalle voci biografiche con l'ausilio del template Bio e di un bot. L'aggiornamento è periodico e automatico e ricostruisce completamente la pagina. Se manca una persona in questa lista, sei pregato di non aggiungerla, ma accertati piuttosto che la sua voce biografica contenga il template Bio e che i dati anagrafici siano correttamente compilati. Se il template Bio manca, inseriscilo tu stesso o, in alternativa, metti l'avviso {{tmp\|Bio}} che ne segnala la mancanza. Se i dati riportati sono sbagliati, correggi direttamente la voce biografica; le modifiche saranno visibili in questa lista entro pochi giorni. Per chiarimenti vedi il progetto antroponimi. La lista contiene solo le 252 persone che sono citate nell'enciclopedia e per le quali è stato implementato correttamente il template Bio. Pagina aggiornata al 6 ago 2025. |

Questa è una lista di persone presenti nell'enciclopedia che hanno il nome Camillo, suddivise per attività principale.

## Abati(1)
- Camillo Affarosi, abate e storico italiano (Reggio Emilia, n. 1680 - Modena, † 1763)

## Agronomi(1)
- Camillo Tarello, agronomo italiano (Lonato del Garda - Gavardo, † 1573)

## Allenatori di calcio(1)
- Camillo Baffi, allenatore di calcio e calciatore italiano (Rivergaro, n. 1942 - Busto Arsizio, † 2012)

## Allenatori di pallavolo(1)
- Camillo Placì, allenatore di pallavolo e dirigente sportivo italiano (Specchia, n. 1956)

## Alpinisti(1)
- Camillo Pellissier, alpinista italiano (Valtournenche, n. 1924 - Dent d'Hérens, † 1966)

## Ammiragli(1)
- Camillo Guidi, ammiraglio italiano (Volterra, † 1717)

## Antifascisti(1)
- Camillo De Piaz, antifascista, saggista e traduttore italiano (Tirano, n. 1918 - Sondrio, † 2010)

## Arbitri di calcio(1)
- Camillo Caironi, arbitro di calcio italiano (Milano, n. 1900 - Milano, † 1962)

## Architetti(10)
- Camillo Autore, architetto e ingegnere italiano (Palermo, n. 1882 - Merano, † 1936)
- Camillo Boito, architetto, restauratore e teorico dell'architettura italiano (Roma, n. 1836 - Milano, † 1914)
- Camillo Crespi Balbi, architetto italiano (n. 1860 - † 1932)
- Guarino Guarini, architetto e teorico dell'architettura italiano (Modena, n. 1624 - Milano, † 1683)
- Camillo Iona, architetto italiano (Vienna, n. 1886 - Trieste, † 1974)
- Camillo Morigia, architetto e nobile italiano (Ravenna, n. 1743 - Ravenna, † 1795)
- Camillo Palmerini, architetto italiano (Roma, n. 1893 - Roma, † 1967)
- Camillo Pistrucci, architetto italiano (Roma, n. 1856 - Roma, † 1927)
- Camillo Puglisi Allegra, architetto e ingegnere italiano (Messina, n. 1884 - Roma, † 1961)
- Camillo Sitte, architetto, urbanista e pittore austriaco (Vienna, n. 1843 - Vienna, † 1903)

## Arcivescovi cattolici(2)
- Camillo Alleva, arcivescovo cattolico italiano (Napoli, n. 1770 - Napoli, † 1829)
- Camillo Cattaneo della Volta, arcivescovo cattolico italiano (Napoli, n. 1750 - † 1834)

## Artisti(1)
- Camillo Campana, artista, pittore e scultore italiano (Bergamo, n. 1922 - Bergamo, † 1994)

## Astronomi(1)
- Camillo Leonardi, astronomo, astrologo e mineralogista italiano (Pesaro)

## Attori(4)
- Camillo De Riso, attore e regista italiano (Napoli, n. 1854 - Roma, † 1924)
- Camillo Milli, attore italiano (Milano, n. 1929 - Genova, † 2022)
- Camillo Pilotto, attore italiano (Roma, n. 1888 - Roma, † 1963)
- Camillo Rossi, attore, regista e scultore italiano (Bari, n. 1907 - Pescara, † 1982)

## Aviatori(2)
- Camillo Perini, aviatore austro-ungarico (Pola, n. 1887 - Viterbo, † 1942)
- Camillo Sommariva, aviatore italiano (Pesaro, n. 1893 - San Michele in Quarto, † 1918)

## Avvocati(1)
- Camillo Tassi, avvocato e politico italiano (Piacenza, n. 1849 - Piacenza, † 1912)

## Baritoni(1)
- Camillo Everardi, baritono e insegnante belga (Dinant, n. 1824 - Mosca, † 1899)

## Botanici(1)
- Camillo Karl Schneider, botanico, scrittore e architetto tedesco (Wermsdorf, n. 1876 - Berlino, † 1951)

## Calciatori(12)
- Camillo Ciano, calciatore italiano (Marcianise, n. 1990)
- Camillo Fabbri, calciatore e allenatore di calcio italiano (Castel Bolognese, n. 1919 - Bisceglie, † 2005)
- Camillo Fenili, calciatore italiano (Bergamo, n. 1904 - Seriate, † 1973)
- Camillo Ferrè, calciatore italiano (Legnano, n. 1908 - Legnano, † 1997)
- Camillo Girotti, calciatore italiano (Bareggio, n. 1918 - Bareggio, † 1992)
- Camillo Jerusalem, calciatore, allenatore di calcio e dirigente sportivo austriaco (Vienna, n. 1914 - Vienna, † 1989)
- Camillo Monetti, calciatore e militare italiano (Ronco Scrivia, n. 1892 - Udine, † 1919)
- Camillo Parisini, calciatore italiano (Gargnano, n. 1885)
- Camillo Rossi, ex calciatore italiano (Sermide, n. 1932)
- Camillo Silingardi, calciatore italiano (San Faustino, n. 1907 - Modena, † 1929)
- Camillo Tavernelli, calciatore italiano (Città di Castello, n. 1999)
- Camillo Ugi, calciatore tedesco (Lipsia, n. 1884 - Markkleeberg, † 1970)

## Cantanti(2)
- Camillo Felgen, cantante lussemburghese (Tétange, n. 1920 - Esch-sur-Alzette, † 2005)
- Chino Moreno, cantante e chitarrista statunitense (Sacramento, n. 1973)

## Cantautori(1)
- Roby Facchinetti, cantautore, compositore e tastierista italiano (Bergamo, n. 1944)

## Cardinali(12)
- Camillo Astalli, cardinale e vescovo cattolico italiano (Sambuci, n. 1616 - Catania, † 1663)
- Camillo Caccia Dominioni, cardinale italiano (Milano, n. 1877 - Roma, † 1946)
- Camillo Cybo, cardinale italiano (Massa, n. 1681 - Roma, † 1743)
- Camillo de Simeoni, cardinale e vescovo cattolico italiano (Benevento, n. 1737 - Sutri, † 1818)
- Camillo Di Pietro, cardinale e arcivescovo cattolico italiano (Roma, n. 1806 - Roma, † 1884)
- Camillo Laurenti, cardinale italiano (Monte Porzio Catone, n. 1861 - Roma, † 1938)
- Camillo Melzi, cardinale e arcivescovo cattolico italiano (Milano, n. 1590 - Roma, † 1659)
- Camillo Paolucci, cardinale e arcivescovo cattolico italiano (Forlì, n. 1692 - Roma, † 1763)
- Camillo Francesco Maria Pamphili, cardinale, nobiluomo e militare italiano (Napoli, n. 1622 - Roma, † 1666)
- Camillo Ruini, cardinale e arcivescovo cattolico italiano (Sassuolo, n. 1931)
- Camillo Siciliano di Rende, cardinale e arcivescovo cattolico italiano (Napoli, n. 1847 - Montecassino, † 1897)
- Camillo Tarquini, cardinale, etruscologo e giurista italiano (Marta, n. 1810 - Roma, † 1874)

## Cestisti(1)
- Camillo Marinone, cestista italiano (Chiavazza, n. 1909 - Fort Lewis, † 1942)

## Chirurghi(1)
- Camillo Bonioli, chirurgo italiano (Lonigo, n. 1729 - Padova, † 1791)

## Ciclisti su strada(4)
- Camillo Arduino, ciclista su strada italiano (Torino, n. 1896 - Torino, † 1988)
- Camillo Bertarelli, ciclista su strada italiano (Capaccio, n. 1886 - Milano, † 1982)
- Camillo Erba, ciclista su strada italiano (Arzago d'Adda, n. 1909 - Cassano d'Adda, † 1961)
- Camillo Passera, ex ciclista su strada italiano (Brunello, n. 1965)

## Compositori(3)
- Camillo Cortellini, compositore italiano (Bologna, n. 1561 - Bologna, † 1630)
- Camillo Togni, compositore e pianista italiano (Gussago, n. 1922 - Brescia, † 1993)
- Camillo de Nardis, compositore italiano (Orsogna, n. 1857 - Napoli, † 1951)

## Condottieri(5)
- Camillo Colonna, condottiero italiano (Roma - Roma, † 1558)
- Camillo Gonzaga, condottiero italiano (San Martino dall'Argine, n. 1600 - Spalato, † 1659)
- Camillo Guidi di Bagno, condottiero italiano (Mantova)
- Camillo Orsini, condottiero italiano (Roma, n. 1492 - Roma, † 1559)
- Camillo Vitelli, condottiero e cavaliere medievale italiano (Città di Castello, n. 1459 - Circello, † 1496)

## Contrabbassisti(1)
- Camillo Pace, contrabbassista, compositore e cantautore italiano (Taranto, n. 1978)

## Critici cinematografici(1)
- Camillo Marino, critico cinematografico, sceneggiatore e giornalista italiano (Salerno, n. 1925 - Avellino, † 1999)

## Diplomatici(2)
- Camillo Caracciolo di Bella, diplomatico e politico italiano (Napoli, n. 1821 - Roma, † 1888)
- Camillo Romano Avezzana, diplomatico e politico italiano (Napoli, n. 1867 - Eboli, † 1949)

## Dirigenti d'azienda(1)
- Camillo Crociani, dirigente d'azienda e dirigente sportivo italiano (Roma, n. 1921 - Città del Messico, † 1980)

## Dirigenti sportivi(1)
- Camillo Achilli, dirigente sportivo, allenatore di calcio e calciatore italiano (Milano, n. 1921 - Milano, † 1998)

## Discoboli(1)
- Camillo Zemi, discobolo e martellista italiano (Pavia, n. 1898 - Bordighera, † 1959)

## Drammaturghi(3)
- Camillo Antona Traversi, commediografo, drammaturgo e librettista italiano (Milano, n. 1857 - Saint-Briac, † 1934)
- Camillo Cima, drammaturgo, illustratore e pittore italiano (Milano, n. 1827 - Milano, † 1908)
- Camillo Federici, drammaturgo e attore teatrale italiano (Garessio, n. 1749 - Padova, † 1802)

## Economisti(1)
- Camillo Supino, economista italiano (Pisa, n. 1860 - Milano, † 1931)

## Entomologi(2)
- Camillo Acqua, entomologo italiano (Velletri, n. 1863 - Ascoli Piceno, † 1933)
- Camillo Rondani, entomologo italiano (Parma, n. 1808 - Parma, † 1879)

## Filosofi(1)
- Camillo Berneri, filosofo, scrittore e anarchico italiano (Lodi, n. 1897 - Barcellona, † 1937)

## Flautisti(1)
- Camillo Romanino, flautista italiano (Verdun, n. 1803 - Parigi, † 1863)

## Fondisti(1)
- Camillo Zanolli, fondista italiano (Forno di Zoldo, n. 1929 - Agordo, † 2019)

## Francescani(1)
- Bellarmino Bagatti, francescano, presbitero e archeologo italiano (Lari, n. 1905 - Gerusalemme, † 1990)

## Fumettisti(1)
- Camillo Zuffi, fumettista italiano (Bergamo, n. 1912 - Bergamo, † 2002)

## Funzionari(1)
- Camillo Montalcini, funzionario italiano (Acqui Terme, n. 1862 - Roma, † 1948)

## Generali(6)
- Camillo Bechis, generale italiano (Buttigliera d'Asti, n. 1890 - Torino, † 1969)
- Camillo Bregant, generale austriaco (Trieste, n. 1879 - Arnfels, † 1956)
- Camillo Grossi, generale e politico italiano (Grosseto, n. 1876 - Torino, † 1941)
- Camillo Mercalli, generale italiano (Savona, n. 1882 - Torino, † 1974)
- Camillo Rosso, generale italiano (Asti, n. 1882 - † 1973)
- Camillo Tommasi di Scillato, generale e politico italiano (Siracusa, n. 1873 - Roma, † 1969)

## Geologi(1)
- Camillo Crema, geologo, paleontologo e sismologo italiano (Alessandria, n. 1869 - Roma, † 1950)

## Gesuiti(2)
- Camillo Costanzo, gesuita e missionario italiano (Bovalino, n. 1571 - Hirado, † 1622)
- Camillo Mazzella, gesuita, cardinale e teologo italiano (Vitulano, n. 1833 - Roma, † 1900)

## Ginnasti(1)
- Camillo Pavanello, ginnasta italiano (Terni, n. 1879 - Genova, † 1951)

## Giocatori di bridge(1)
- Camillo Pabis Ticci, giocatore di bridge italiano (Firenze, n. 1920 - † 2003)

## Giornalisti(3)
- Camillo Arcuri, giornalista e scrittore italiano (Genova, n. 1930 - Genova, † 2022)
- Camillo Giussani, giornalista, scrittore e insegnante italiano (Udine, n. 1825 - Udine, † 1907)
- Camillo Pantaleone, giornalista italiano (Palermo, n. 1947 - Palermo, † 2014)

## Giuristi(1)
- Camillo Corsanego, giurista e politico italiano (Genova, n. 1891 - Roma, † 1963)

## Imprenditori(2)
- Camillo Castiglioni, imprenditore e banchiere austriaco (Trieste, n. 1879 - Roma, † 1957)
- Camillo Valle, imprenditore e politico italiano (Valdagno, n. 1867 - Portogruaro, † 1931)

## Ingegneri(5)
- Camillo Fraschetti, ingegnere, dirigente d'azienda e politico italiano (Roma, n. 1854 - Roma, † 1944)
- Camillo Galizzi, ingegnere italiano (Bergamo, n. 1880 - Bergamo, † 1962)
- Camillo Guerra, ingegnere e architetto italiano (Napoli, n. 1889 - Napoli, † 1960)
- Camillo Guidi, ingegnere italiano (Roma, n. 1853 - Roma, † 1941)
- Camillo Mancini, ingegnere e politico italiano (Ceccano, n. 1857 - Roma, † 1925)

## Letterati(2)
- Camillo Baldi, letterato italiano (Bologna, n. 1547 - † 1634)
- Camillo Ugoni, letterato e patriota italiano (Brescia, n. 1784 - Pontevico, † 1855)

## Liutai(2)
- Camillo Camilli, liutaio italiano (Mantova - † 1754)
- Camillo Mandelli, liutaio italiano (Olgiate Calco, n. 1873 - Sesto San Giovanni, † 1956)

## Magistrati(2)
- Camillo Cantarano, magistrato e politico italiano (Fondi, n. 1875 - Roma, † 1961)
- Camillo Trombetta, magistrato e politico italiano (Torino, n. 1813 - Roma, † 1881)

## Matematici(2)
- Camillo De Lellis, matematico italiano (San Benedetto del Tronto, n. 1976)
- Camillo Ferrati, matematico e politico italiano (Torino, n. 1822 - Torino, † 1888)

## Medici(5)
- Camillo Artom, medico italiano (Asti, n. 1893 - Winston-Salem, † 1970)
- Camillo Brunori, medico e poeta italiano (Terni, n. 1681 - Meldola, † 1756)
- Camillo Chizzolini, medico e militare italiano (Campitello, n. 1836 - Campitello, † 1895)
- Camillo Cucca, medico italiano (Brusciano, n. 1829 - Napoli, † 1893)
- Camillo Versari, medico, patologo e patriota italiano (Forlì, n. 1802 - Bologna, † 1880)

## Mercanti(1)
- Camillo Cerrini, mercante italiano (Corneto)

## Militari(8)
- Camillo Aldobrandini, militare e nobile italiano (Firenze, n. 1816 - Roma, † 1902)
- Camillo Barany Hindard, militare italiano (Paullo, n. 1889 - Etiopia, † 1936)
- Camillo Candiani, militare e politico italiano (Olivola, n. 1841 - Olivola, † 1919)
- Camillo Cibin, militare e poliziotto italiano (Salgareda, n. 1926 - Roma, † 2009)
- Camillo Nasca, militare italiano (Palermo, n. 1911)
- Camillo Pallavicino, militare italiano
- Camillo Ruggera, militare austro-ungarico (Predazzo, n. 1885 - Hof, † 1947)
- Camillo Sabatini, militare e partigiano italiano (Roma, n. 1914 - Roma, † 1943)

## Naturalisti(1)
- Camillo Ranzani, naturalista italiano (Bologna, n. 1775 - ivi, † 1841)

## Neurologi(1)
- Camillo Negro, neurologo italiano (Biella, n. 1861 - Torino, † 1927)

## Nobili(14)
- Camillo Boiardo, nobile italiano (n. 1480 - † 1499)
- Camillo II Borghese, nobile italiano (Roma, n. 1775 - Firenze, † 1832)
- Camillo I Borghese, nobile italiano (Roma, n. 1693 - Roma, † 1763)
- Camillo III Gonzaga, nobile italiano (Novellara, n. 1649 - Novellara, † 1727)
- Camillo Castiglione, nobile e condottiero italiano (n. 1517 - Casale Monferrato, † 1598)
- Camillo I Gonzaga, nobile e militare italiano (Bologna, n. 1521 - Novellara, † 1595)
- Camillo II Gonzaga, nobile italiano (Novellara, n. 1581 - Novellara, † 1650)
- Camillo Marcolini-Ferretti, nobile italiano (Fano, n. 1739 - Praga, † 1814)
- Camillo de' Medici di Gragnano, nobile, giurista e avvocato italiano (Gragnano, n. 1543 - Napoli, † 1598)
- Camillo Negroni, nobile italiano (Fiesole, n. 1868 - Firenze, † 1934)
- Camillo Pecci, nobile e militare italiano (Roma, n. 1855 - Roma, † 1920)
- Camillo Rospigliosi, III principe Rospigliosi, nobile italiano (Roma, n. 1715 - Roma, † 1769)
- Camillo Domenico Rospigliosi, nobile e mecenate italiano (Pistoia, n. 1601 - Roma, † 1670)
- Camillo da Correggio, nobile e militare italiano (Correggio, n. 1533 - Milano, † 1605)

## Numismatici(2)
- Camillo Brambilla, numismatico italiano (Pavia, n. 1809 - Pavia, † 1892)
- Camillo Serafini, numismatico e politico italiano (Roma, n. 1864 - Roma, † 1952)

## Opinionisti(1)
- Camillo Langone, opinionista e scrittore italiano (Parma, n. 1962)

## Organari(1)
- Camillo Guglielmo Bianchi, organaro italiano (Lodi, n. 1821 - Novi Ligure, † 1890)

## Orologiai(1)
- Camillo della Volpaia, orologiaio italiano (n. 1484 - † 1560)

## Pastori protestanti(1)
- Camillo Pace, pastore protestante italiano (Paglieta, n. 1862 - Pescara, † 1948)

## Patologi(1)
- Camillo Bozzolo, patologo e politico italiano (Milano, n. 1845 - Torino, † 1920)

## Patriarchi cattolici(1)
- Camillo Caetani, patriarca cattolico, diplomatico e nobile italiano (Sermoneta, n. 1552 - Roma, † 1602)

## Patrioti(2)
- Camillo Boldoni, patriota e ufficiale italiano (Barletta, n. 1815 - Napoli, † 1898)
- Camillo Zancani, patriota italiano (Egna, n. 1820 - Venezia, † 1888)

## Pittori(16)
- Camillo Ballini, pittore italiano (Brescia - † 1592)
- Camillo Berlinghieri, pittore italiano (Ferrara - Venezia, † 1635)
- Camillo Boccaccino, pittore italiano (Cremona, n. 1505 - Cremona, † 1546)
- Camillo Filippo Cabutti, pittore italiano (Bossolasco, n. 1860 - Torino, † 1921)
- Camillo Rizzi, pittore italiano (Ferrara, n. 1590 - Ferrara, † 1626)
- Camillo Mantovano, pittore italiano (Mantova - Venezia, † 1568)
- Camillo Capolongo, pittore e scultore italiano (Roccarainola, n. 1940 - Roccarainola, † 2013)
- Camillo Filippi, pittore italiano (Ferrara, n. 1500 - † 1574)
- Camillo Gavasetti, pittore italiano (Modena, n. 1596 - Reggio Emilia, † 1630)
- Camillo Guerra, pittore, disegnatore e restauratore italiano (Napoli, n. 1797 - Napoli, † 1874)
- Camillo Innocenti, pittore italiano (Roma, n. 1871 - Roma, † 1961)
- Camillo Miola, pittore italiano (Napoli, n. 1840 - Napoli, † 1919)
- Camillo Procaccini, pittore italiano (Parma, n. 1561 - Milano, † 1629)
- Camillo Pucci, pittore italiano (Sarzana, n. 1802 - La Spezia, † 1869)
- Camillo Rama, pittore italiano (Brescia, n. 1586 - Brescia)
- Camillo Rapetti, pittore e docente italiano (Milano, n. 1859 - Milano, † 1929)

## Poeti(8)
- Camillo Brero, poeta e scrittore italiano (Druent, n. 1926 - Pianezza, † 2018)
- Camillo Genovese, poeta e storico italiano (Caltanissetta, n. 1755 - Caltanissetta, † 1797)
- Camillo Nalin, poeta italiano (Venezia, n. 1788 - Venezia, † 1859)
- Camillo Pellegrino, poeta, scrittore e presbitero italiano (Capua, n. 1527 - Capua, † 1603)
- Camillo Pennati, poeta e traduttore italiano (Milano, n. 1931 - Todi, † 2016)
- Camillo Querno, poeta italiano (Monopoli - Napoli, † 1530)
- Camillo Sbarbaro, poeta, scrittore e aforista italiano (Santa Margherita Ligure, n. 1888 - Savona, † 1967)
- Camillo Scroffa, poeta italiano (Vicenza - Vicenza, † 1565)

## Politici(26)
- Camillo Bellieni, politico e storico italiano (Sassari, n. 1893 - Napoli, † 1975)
- Camillo Bianchi, politico e imprenditore francese (Parigi, n. 1847 - Beaulieu-sur-Mer, † 1927)
- Camillo, politico romano
- Camillo Casarini, politico e patriota italiano (Bologna, n. 1830 - Bologna, † 1874)
- Camillo Casati, politico, militare e nobile italiano (Milano, n. 1805 - Milano, † 1869)
- Camillo Benso, conte di Cavour, politico, patriota e imprenditore italiano (Torino, n. 1810 - Torino, † 1861)
- Camillo Colombini, politico italiano (San Secondo di Pinerolo, n. 1836 - Torino, † 1896)
- Camillo Corradini, politico italiano (Avezzano, n. 1867 - Roma, † 1928)
- Camillo Corsi, politico italiano (Roma, n. 1860 - Roma, † 1921)
- Camillo D'Alessandro, politico italiano (Ortona, n. 1976)
- Camillo Finocchiaro Aprile, politico e giurista italiano (Palermo, n. 1851 - Roma, † 1916)
- Camillo Fontanelli, politico italiano (Modena, n. 1823 - Modena, † 1891)
- Camillo Giardina, politico e giurista italiano (Pavia, n. 1907 - Roma, † 1985)
- Camillo Jacobini, politico e imprenditore italiano (Genzano di Roma, n. 1791 - Roma, † 1854)
- Camillo Marcolini, politico italiano (Roma, n. 1830 - Fano, † 1889)
- Camillo Martinoni, politico e pilota automobilistico italiano (Brescia, n. 1878 - Brescia, † 1960)
- Camillo Medeot, politico e storico italiano (San Lorenzo Isontino, n. 1900 - Gorizia, † 1983)
- Camillo Mezzanotte, politico italiano (Napoli, n. 1842 - Chieti, † 1909)
- Camillo Orlando, politico e armatore italiano (Palermo, n. 1892 - † 1975)
- Camillo Pasquali, politico italiano (Novara, n. 1909 - Novara, † 1956)
- Camillo Peano, politico italiano (Saluzzo, n. 1863 - Roma, † 1930)
- Camillo Piatti, politico italiano (Piacenza, n. 1792 - Piacenza, † 1883)
- Camillo Piatti, politico italiano (Torino, n. 1876 - Piacenza, † 1923)
- Camillo Piazza, politico italiano (Monza, n. 1963)
- Camillo Prampolini, politico italiano (Reggio Emilia, n. 1859 - Milano, † 1930)
- Camillo Ripamonti, politico e ingegnere italiano (Gorgonzola, n. 1919 - Milano, † 1997)

## Presbiteri(2)
- Camillo Mapei, presbitero e teologo italiano (Nocciano, n. 1809 - Dublino, † 1853)
- Camillo Panizzardi, presbitero italiano (Torino, n. 1875 - Roma, † 1935)

## Principi(1)
- Camillo Filippo Pamphili, III principe di San Martino al Cimino e Valmontone, principe italiano (Roma, n. 1675 - Roma, † 1747)

## Registi(4)
- Camillo Bazzoni, regista e direttore della fotografia italiano (Salsomaggiore Terme, n. 1934 - Mori, † 2020)
- Tanio Boccia, regista e sceneggiatore italiano (Potenza, n. 1911 - Roma, † 1982)
- Camillo Mastrocinque, regista e sceneggiatore italiano (Roma, n. 1901 - Roma, † 1969)
- Camillo Teti, regista, sceneggiatore e produttore cinematografico italiano (Roma, n. 1939)

## Religiosi(1)
- Camillo de Lellis, religioso e presbitero italiano (Bucchianico, n. 1550 - Roma, † 1614)

## Saggisti(1)
- Camillo Pellizzi, saggista, sociologo e politologo italiano (Collegno, n. 1896 - Firenze, † 1979)

## Schermidori(2)
- Camillo Agrippa, schermidore, architetto e ingegnere italiano (Milano - Roma)
- Camillo Müller, schermidore austriaco (Vienna, n. 1870 - Vienna, † 1936)

## Scrittori(4)
- Camillo Bruto Bonzi, scrittore, regista e sceneggiatore italiano (Alessandria, n. 1887 - Roma, † 1961)
- Camillo Nessi, scrittore italiano (Bergamo, n. 1899 - † 1942)
- Camillo Pellegrino, scrittore, storico e storiografo italiano (Capua, n. 1598 - Capua, † 1664)
- Camillo Zampieri, scrittore, poeta e diplomatico italiano (Imola, n. 1701 - Bologna, † 1784)

## Scultori(6)
- Camillo Camilliani, scultore, architetto e ingegnere italiano (Firenze, n. 1550 - Palermo, † 1603)
- Camillo Mariani, scultore, pittore e architetto italiano (Vicenza, n. 1567 - Roma, † 1611)
- Camillo Mazza, scultore italiano (Bologna, n. 1602 - Bologna, † 1672)
- Camillo Pacetti, scultore italiano (Roma, n. 1758 - Milano, † 1826)
- Camillo Rusconi, scultore italiano (Milano, n. 1658 - Roma, † 1728)
- Camillo Torreggiani, scultore italiano (Ferrara, n. 1820 - Ferrara, † 1896)

## Storici(4)
- Camillo Manfroni, storico e politico italiano (Cuneo, n. 1863 - Roma, † 1935)
- Camillo Minieri Riccio, storico e archivista italiano (Napoli, n. 1813 - Napoli, † 1882)
- Camillo Porzio, storico e avvocato italiano (Napoli, n. 1526 - Napoli, † 1580)
- Camillo Tutini, storico italiano (Napoli, n. 1594 - Roma, † 1666)

## Tipografi(1)
- Camillo Di Sciullo, tipografo e anarchico italiano (Chieti, n. 1853 - Chieti, † 1935)

## Tiratori a segno(1)
- Camillo Isnardi, tiratore a segno italiano (Brescia, n. 1874 - Asti, † 1949)

## Traduttori(1)
- Camillo Berra, traduttore e ispanista italiano

## Velisti(1)
- Camillo Gargano, velista italiano (Ferrara, n. 1942 - Lilla, † 1999)

## Vescovi cattolici(8)
- Camillo Aulari, vescovo cattolico italiano (Alessandria - Bobbio, † 1607)
- Camillo Ballin, vescovo cattolico e missionario italiano (Fontaniva, n. 1944 - Roma, † 2020)
- Camillo Beccio, vescovo cattolico italiano (Acqui Terme, † 1620)
- Camillo Cibotti, vescovo cattolico italiano (Casalbordino, n. 1954)
- Camillo Mantuano, vescovo cattolico italiano (Piacenza - Polonia, † 1560)
- Camillo Milana, vescovo cattolico italiano (Palermo, n. 1782 - † 1858)
- Camillo Olivieri, vescovo cattolico italiano (Cutro, n. 1680 - Gravina in Puglia, † 1758)
- Camillo Tiberio, vescovo cattolico italiano (Casalbordino, n. 1850 - Teggiano, † 1915)

## Violoncellisti(1)
- Camillo Oblach, violoncellista italiano (Padova, n. 1895 - Bologna, † 1954)

## Senza attività specificata(3)
- Camillo Melzi D'Eril, sismologo e ingegnere italiano (Pisa, n. 1851 - Firenze, † 1929)
- Camillo Pardo Orsini, conte italiano (n. 1488 - Roma, † 1553)
- Camillo Saccenti, italiano (Bologna, n. 1614 - Bologna, † 1688)